# Lasse Virén
Lasse Artturi Virén (Myrskylä, Finlàndia, 22 de juliol de 1949) és un atleta finlandès, ja retirat, especialista en proves de fons i guanyador de quatre medalles d'or olímpiques.

## Carrera esportiva
Especialista en curses de fons, va participar als 23 anys en els Jocs Olímpics d'Estiu de 1972 realitzats a Múnic (Alemanya Occidental), on va aconseguir guanyar la medalla d'or en les proves dels 5.000 i 10.000 metres, establint un nou rècord olímpic en el primer cas amb un temps de 13:26.42 minuts i un nou rècord del món en el segon cas amb un temps de 27:38.35 minuts. Amb aquesta doble victòria va esdevenir el quart atleta que aconseguia aquesta gesta després de Hannes Kolehmainen l'any 1912, Emil Zátopek el 1952 i Vladímir Kuts el 1956. Aclamat al seu país com un autèntic heroi, la seva gesta rememorà els anomenats "Flying Finns", encapçalats per Hannes Kolehmainen, Paavo Nurmi i Ville Ritola durant la dècada del 1920.
En arribar al seu país després dels Jocs Olímpics aconseguí trencar el rècord del món dels 5.000 metres amb un temps de 13:16,4 minuts. Però el seu nivell els anys següents baixà notablement, i durant el Campionat d'Europa d'atletisme de 1974 realitzats a Roma (Itàlia) únicament fou tercer en la prova dels 5.000 metres, i setè en els 10.000 metres.
Davant d'aquest fet es preparà per poder participar en els Jocs Olímpics d'Estiu de 1976 realitzats a Mont-real (Canadà), on aconseguí revalidar els seus títols olímpics dels 5.000 i 10.000 metres. També va intentar aconseguir el títol olímpic en la prova de marató per tal de revalidar la gesta d'Emil Zátopek de 1952. Malgrat tot, el fet de córrer només 18 hores després de la prova dels 5.000 metres, no va ajudar a Viren a pujar al podi. Va ser cinquè, aconseguint diploma olímpic amb una gran marca de 2:13:11.
Tot i les lesions que sofrí després dels Jocs Olímpics de 1976 es classificà per participar en els Jocs Olímpics d'Estiu de 1980 realitzats a Moscou (Unió Soviètica), on aconseguí finalitzar cinquè en la prova dels 10.000 metres. Participà també en la prova de marató, si bé no aconseguí finalitzar-la.

## Carrera política
Membre del Partit de la Coalició Nacional (KOK), Virén aconseguí membre del parlament finlandès en els períodes 1999-2007 i 2010-2011.